# カラルー

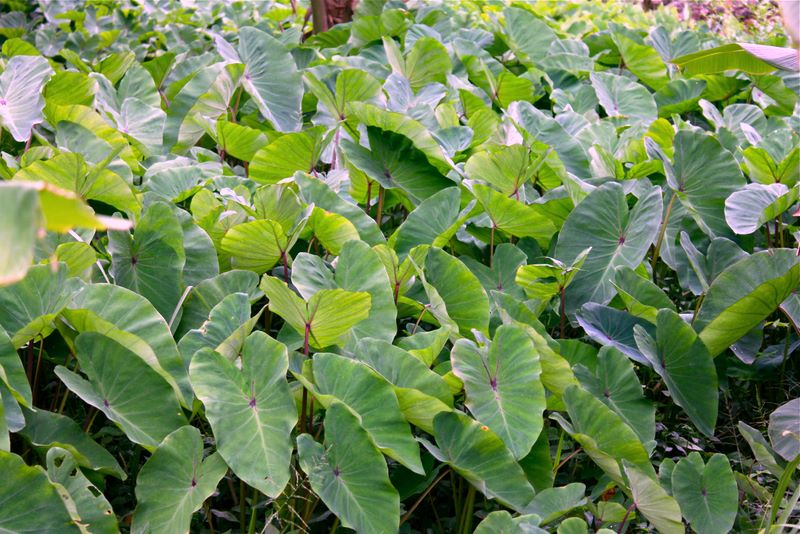
カラルーの葉

カラルー（callaloo）は、ヒユ科の葉物野菜。または、その葉物野菜を用いた料理名。
日本では「ウサイン・ボルトの育ったジャマイカのスーパーフード」として、アスリート向けの健康食材として着目されている。

## 概要
アマランサスの葉のカリブ海諸国での呼び名が、カラルーである。タンザニアでは「ムチャチャ」と呼ばれる

## 特徴

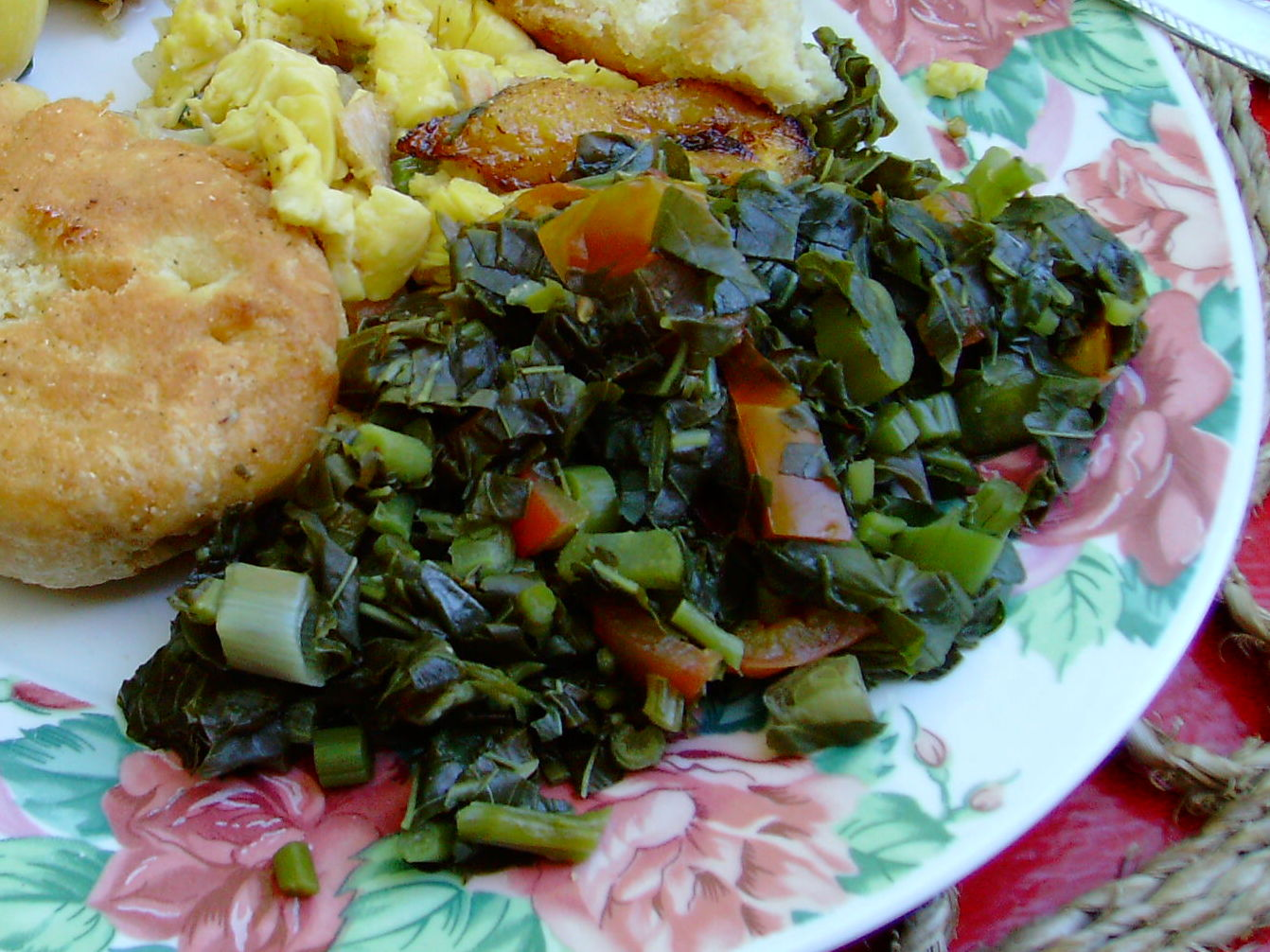
カラルーを用いたジャマイカの朝食例

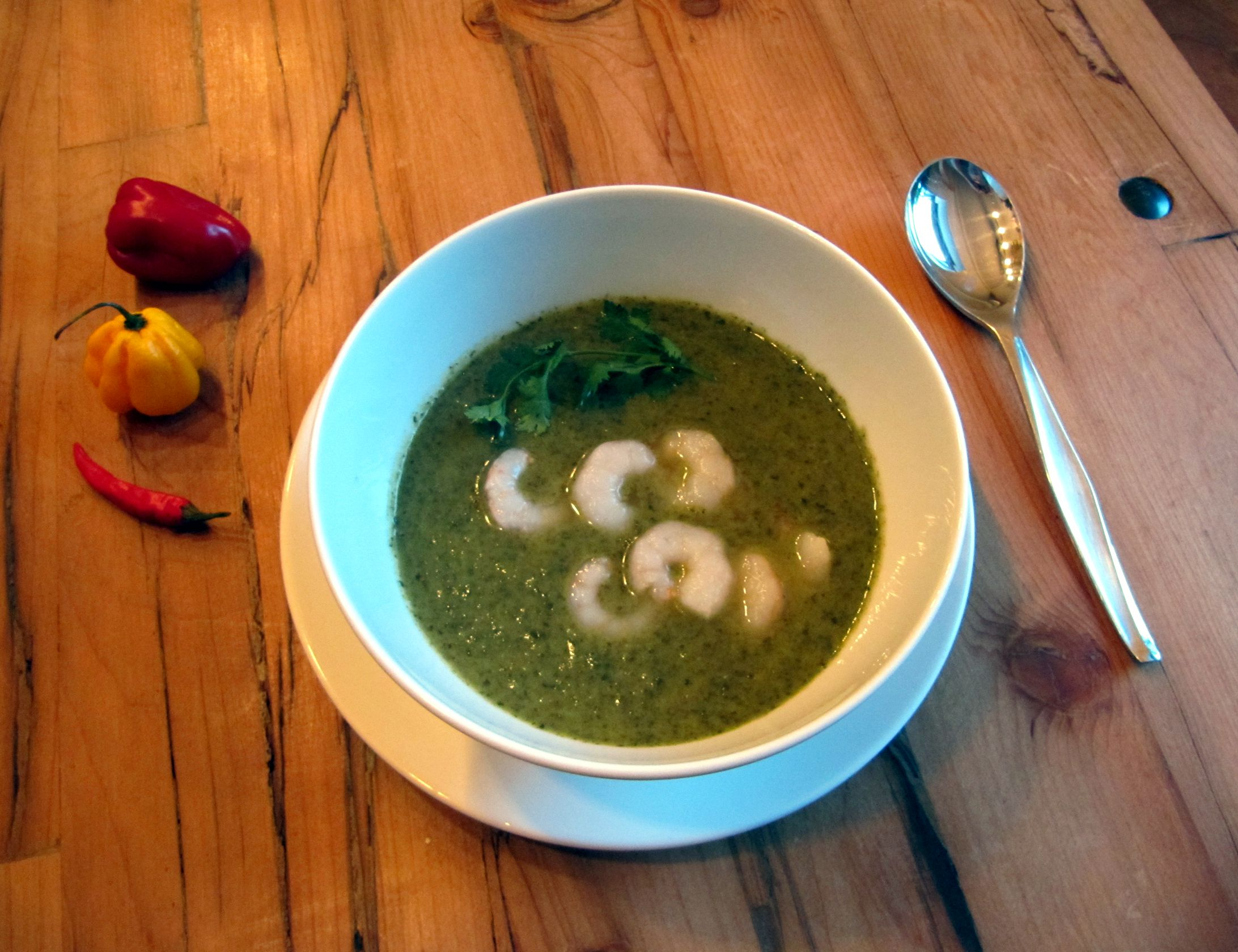
カラルーとエビの辛いスープ

### 外観
葉の長さは25センチチメートルほどになる。
幹は低木のように伸びて、高さは約2メートルほどにに成長する。

### 栽培
成長の早さと収穫量の多さが特徴に挙げられる。
日本で栽培する場合、4月に種をまくと1か月後には収穫ができ、9月末まで連作が可能である。葉物野菜が少ない夏場に出荷できる。

### 栄養価
- カルシウム - 牛乳の6倍[1]
- 鉄分 - ホウレンソウの約2倍[1]
- ビタミンC - ゴーヤーと同等[1]
- タンパク質 - 豊富[1]

### 利用シーン
葉は硬めで、シャキシャキとした歯応えの食感である。
日本では、ハンバーグや牛肉との炒め物、お好み焼き、カレー、ギョウザといった料理のほか、ケーキやクッキーとも合うとされる。
イギリス・バッキンガム宮殿でシェフを務めるマーク・フラナガンは、2018年放映のHBOのドキュメンタリー番組『Queen of the World』に登場した際に「エリザベス女王の最近のお気に入り料理」としてカリブ料理の「カラルースープ」を挙げている。

## 料理
セントキッツ島で定番料理の1つが、葉物野菜のカラルーにスパイス、ココナッツ、カニや塩漬けの魚を加えて調理した料理・カラルーがある。